# Sistema di navigazione inerziale

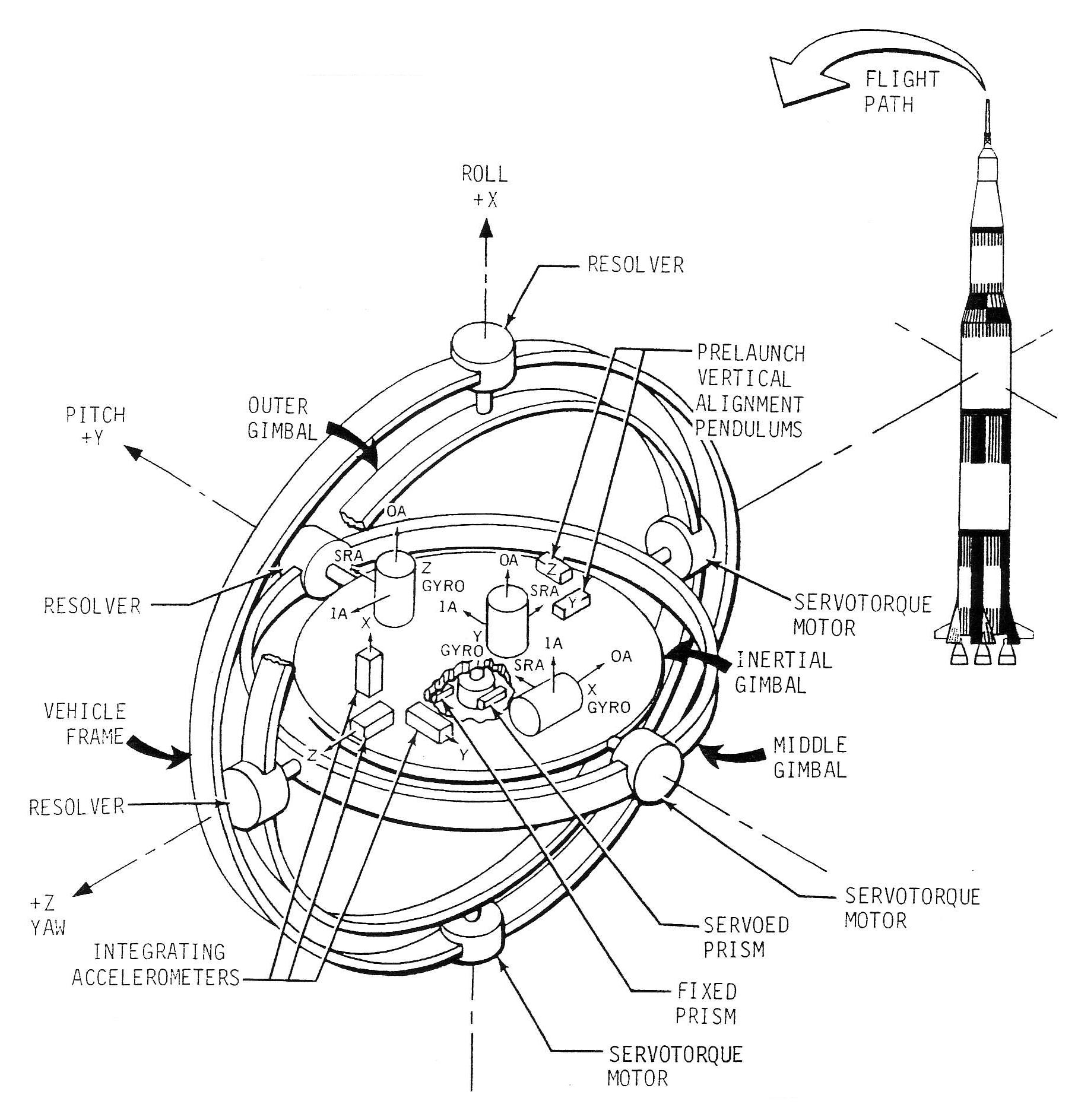
Schema del sistema di navigazione inerziale di un razzo Saturn V

Un sistema di navigazione inerziale o sistema di guida inerziale è un dispositivo di navigazione che fornisce informazioni su posizione, velocità e accelerazione di un dato veicolo (tra cui navi, aeromobili, missili e veicoli spaziali, ma anche robot), senza la necessità di riferimenti esterni o dispositivi di radiocomunicazione. Tuttavia, la misurazione della posizione nei sistemi inerziali è inevitabilmente soggetta a deriva nel tempo, richiedendo perciò una frequente ricalibrazione.

## Storia

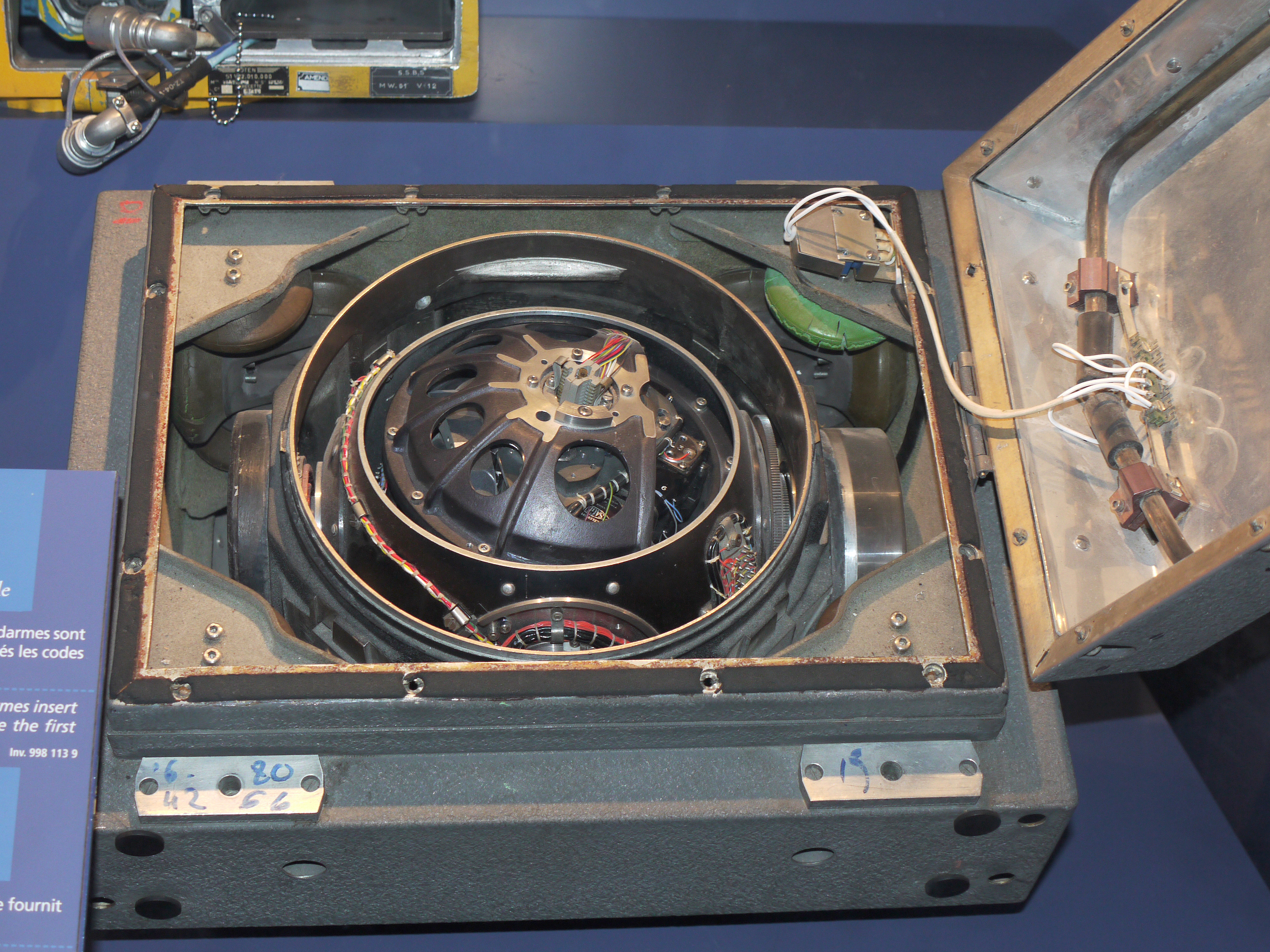
La centrale di guida inerziale del missile S3

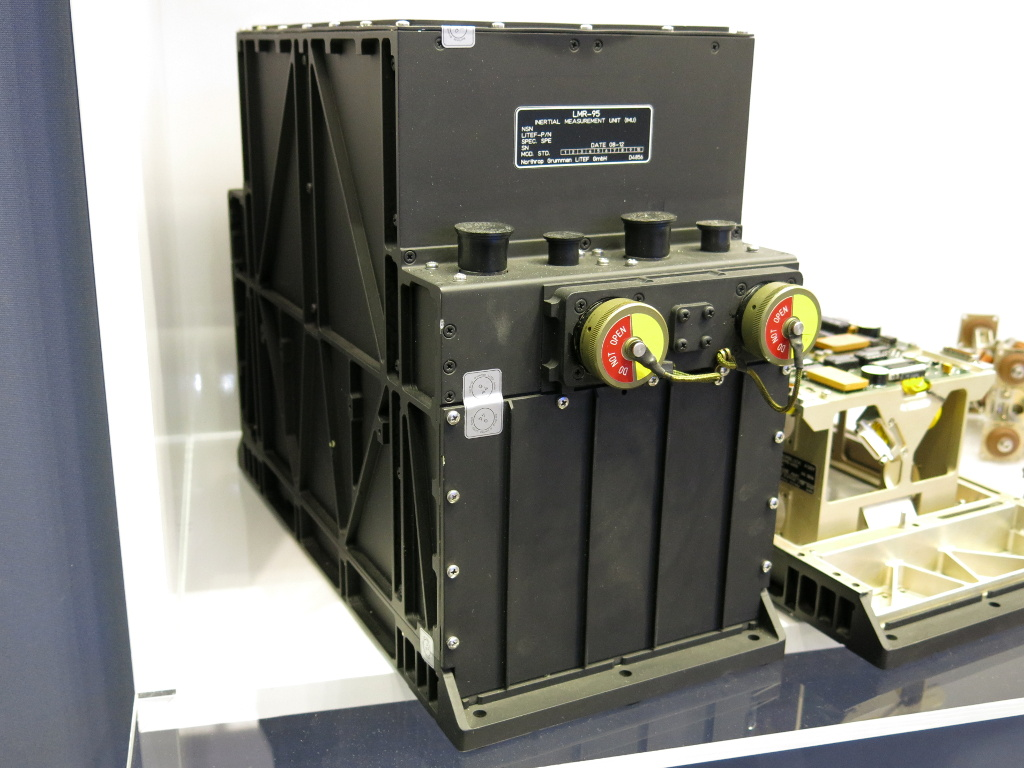
Una moderna unità inerziale di un aereo Eurofighter Typhoon

I primi sistemi giroscopici furono sviluppati da Léon Foucault, in seguito utilizzati da Elmer Sperry per costruire un rudimentale autopilota all'inizio del XX secolo. Bisogna però attendere gli anni '30 per vedere i primi veri e propri sistemi di navigazione basati su riferimenti inerziali.
I primi prototipi di sistemi di navigazione inerziale, originariamente sviluppati per la guida dei razzi, furono costruiti dal pioniere della missilistica americano Robert Goddard in parallelo con l'ingegnere tedesco Wernher von Braun. Il primo sistema progettato per il razzo V2 consisteva di due giroscopi e un accelerometro che consentivano di mantenere il razzo orientato verso il corretto azimut. Inizialmente i primi sistemi erano costituiti da pesanti sistemi elettromeccanici e analogici che non consentivano di ridondare i sistemi per aumentarne l'affidabilità nelle applicazioni aerospaziali. Questo problema fu particolarmente sentito nello sviluppo del programma Apollo, dove il sistema di navigazione diventò un sistema critico e da cui dipendeva la vita degli astronauti. Ciò diede una forte spinta ai primi tentativi di miniaturizzazione dei calcolatori al fine di produrre il primo sistema di navigazione inerziale digitale.
Un esempio famoso di sistema INS per velivoli commerciali fu il sistema Delco Carousel, che forniva una parziale automatizzazione della navigazione nei giorni che precedettero la comune utilizzazione dei sistemi di gestione del volo. Il Carousel permetteva al pilota di entrare in una serie di punti di riferimento, e poi di guidare il velivolo da un punto all'altro usando un sistema di navigazione inerziale per stabilirne la posizione. Alcuni velivoli erano equipaggiati con due sistemi Carousel per ragioni di sicurezza.

## Principio di funzionamento
Un sistema di navigazione inerziale include almeno un calcolatore e una piattaforma o modulo che contiene degli accelerometri, dei giroscopi, od altri dispositivi sensibili al moto. Il sistema è inizialmente fornito della sua velocità e posizione da un'altra sorgente (un operatore, un ricevitore satellitare GPS, etc.), e dopo di ciò calcola la sua posizione aggiornata e velocità integrando le informazioni che ha ricevuto dai sensori di moto. Il vantaggio di un sistema inerziale è quello di non necessitare di riferimenti esterni per determinare la sua posizione, il suo orientamento, o la sua velocità una volta che sia stato avviato.
Un sistema inerziale può rilevare una variazione della sua posizione geografica (per esempio, uno spostamento verso il nord o verso l'est), una variazione della sua velocità (velocità, orientamento e verso del moto), e una variazione del suo orientamento (rotazione attorno ad un asse).
I giroscopi misurano la velocità angolare del sistema in una terna di riferimento inerziale. Utilizzando l'orientamento iniziale del sistema rispetto al riferimento inerziale quale dato iniziale ed integrando la velocità angolare, si conosce l'orientamento attuale del sistema in qualsiasi momento.
Gli accelerometri misurano le accelerazioni lineari del sistema nel riferimento inerziale, nelle direzioni relative al sistema in movimento in cui vengono misurate (dato che gli accelerometri sono fissati al sistema e si muovono con esso, tenendo traccia sia delle accelerazioni sui tre assi, X, Y e Z,  del sistema sia della sua accelerazione lineare attuale misurata rispetto al sistema in 
movimento, questa accelerazione integrata nel tempo fornisce la velocità con cui si muove il sistema, integrata a sua volta nel tempo fornisce la distanza percorsa. Partendo dalle coordinate iniziali, con semplici calcoli è possibile determinare le coordinate a cui si trova il sistema in ogni istante, In particolare: l'effettuazione della integrazione delle accelerazioni inerziali (usando la velocità originale come condizione iniziale) usando le corrette equazioni cinematiche produce la velocità inerziale del sistema, e un'ulteriore integrazione (usando la posizione originale come condizione iniziale) produce la posizione inerziale.
Tutti i sistemi di navigazione inerziale soffrono di deriva di integrazione: piccoli errori nelle misurazioni dell'accelerazione e nella velocità angolare vengono integrati in errori progressivamente maggiori nella velocità, che vengono aggravati in errori ancora maggiori nella posizione. Questo è un problema inerente ad ogni sistema di controllo ad anello aperto. La precisione di un sistema di navigazione di buona qualità è normalmente inferiore a 0,6 miglia nautiche per ora in posizione e dell'ordine di decimi di grado per ora nell'orientamento.
I sistemi di navigazione inerziale sono spesso abbinati ai sistemi di navigazione satellitare, come il GPS, tramite un filtraggio digitale: il sistema inerziale fornisce dati a breve termine, mentre il sistema satellitare corregge gli errori di deriva del sistema inerziale. Questo tipo di integrazione viene tipicamente effettuata tramite un filtro di Kalman.

## Tecnologie di costruzione

### Piattaforme a sospensione cardanica stabilizzate giroscopicamente
In alcuni sistemi gli accelerometri lineari sono disposti su una piattaforma a sospensione cardanica a stabilizzazione giroscopica. La sospensione cardanica è un insieme di tre anelli, ciascuno anello con un paio di cuscinetti, inizialmente ad angolo retto.
Tale sospensione consente alla piattaforma di ruotare attorno a qualsiasi asse rotazionale (o, in altri termini, consente alla piattaforma di conservare l'orientamento mentre il velivolo vi ruota attorno). Normalmente, sulla piattaforma ci sono due giroscopi.
Sono montati due giroscopi per annullare la precessione giroscopica, cioè la tendenza dei giroscopi a ruotare ad angolo retto rispetto alla direzione di una forza che vi venga applicata. Col montare due giroscopi (di uguale momento d'inerzia e ruotanti alla medesima velocità) ad angolo retto le precessioni si annullano, e la piattaforma si contrapporrà alla rotazione.
Questo sistema consente di misurare direttamente ai cuscinetti della sospensione cardanica gli angoli di rollio, imbardata e beccheggio del velivolo. Dei circuiti elettronici relativamente semplici possono venire impiegati per integrare le accelerazioni lineari, poiché la direzione degli accelerometri lineari rimane invariata.
Il grande svantaggio di questo schema è quello di impiegare molte parti meccaniche costose di precisione. Questo schema è dotato di parti in movimento che possono usurarsi o incepparsi, ed è vulnerabile alla perdita di un grado di libertà. Il sistema PGCS (Primary Guidance Sistem) 
del veicolo spaziale Apollo faceva uso di una piattaforma a tre assi stabilizzata a giroscopio, che forniva dati al calcolatore di guida dell'Apollo.

### Piattaforme a stabilizzazione giroscopica a sospensione fluida
La perdita di un grado di libertà a causa del fenomeno noto come blocco cardanico limita la manovrabilità e sarebbe benefico eliminare i collettori ad anello ed i cuscinetti del supporto cardanico. Pertanto, alcuni sistemi utilizzano cuscinetti a fluido oppure una camera galleggiante per montare la piattaforma stabilizzata. Questi sistemi possono presentare precisioni molto elevate (e.g. Advanced Inertial Reference Sphere). Come tutte le piattaforme girostabilizzate, questo sistema funziona bene con calcolatori relativamente lenti e di basso consumo.
Tali cuscinetti fluidi sono degli oggetti con dei fori attraverso i quali del gas inerte (come l'elio) pressurizzato ovvero dell'olio va a premere contro il guscio sferico della piattaforma. Detti cuscinetti fluidi sono molto scorrevoli, e la piattaforma sferica può liberamente ruotare. Normalmente ci sono quattro aggetti di supporto, sistemati con disposizione tetraedrale per sostenere la piattaforma.
Normalmente, nei sistemi di qualità superiore i sensori angolari sono dei trasformatori differenziali lineari i cui avvolgimenti sono realizzati su una scheda a formato di striscia circuitale stampata flessibile. Parecchie di tali strisce sono montate sui circoli equatoriali attorno al guscio sferico della piattaforma girostabilizzata. Elementi elettronici all'esterno della piattaforma utilizzano simili trasformatori differenziali per leggere i campi magnetici variabili generati dai trasformatori avvolti attorno alla piattaforma sferica. Ogni volta che un campo magnetico cambia di forma, o si muove, taglierà i fili degli avvolgimenti posti sulle strisce dei trasformatori esterni. Il taglio del flusso genera una corrente elettrica negli avvolgimenti a strisce esterni, e dell'elettronica può misurare detta corrente per ottenere gli angoli.
Dei sistemi economici talvolta impiegano dei codici a barra per percepire gli orientamenti, e fanno uso di celle solari o semplici trasformatori per l'alimentazione. Alcuni piccoli missili hanno la piattaforma alimentata con la luce che proviene dal motore attraverso una finestra o tramite della fibra ottica. Un soggetto di ricerca è quello di sospendere la piattaforma per mezzo della pressione dei gas di scarico. I dati vengono restituiti all'esterno tramite dei trasformatori, talvolta tramite dei LED che comunicano con fotodiodi esterni.

### Sistemi in configurazione Strapdown
Calcolatori digitali di peso leggero consentono al sistema di eliminare i cardani, dando così origine ai sistemi Strapdown, così nominati perché i loro sensori sono semplicemente assicurati al velivolo. Ciò riduce i costi, elimina la condizione di parallelismo degli assi di rotazione, rimuovere l'esigenza di alcune calibrazioni, ed aumenta l'affidabilità con la eliminazione di alcune delle parti ruotanti. Dei sensori della velocità angolare chiamati "girometri" misurano come varia la velocità angolare del velivolo.
Il sistema Strapdown ha un campo di misurazioni dinamiche parecchie centinaia di volte maggiore di quello richiesto da un sistema in configurazione a cardano. La ragione è che esso deve integrare le variazioni di assetto del velivolo attorno agli assi di imbardata, beccheggio e rollio, nonché significativi movimenti. I sistemi a cardano normalmente possono funzionare correttamente con una frequenza di 50/60 aggiornamenti al secondo. Comunque sia, i sistemi Strapdown si aggiornano di norma circa 2000 volte al secondo. Una più elevata frequenza risulta necessaria per mantenere le misurazioni angolari massime all'interno di un campo pratico per i girometri esistenti: circa 4 milliradianti. La maggior parte dei girometri sono ora interferometri a laser.
Gli algoritmi di aggiornamento dei dati ("coseni direttori" o "Quaternioni") che sono coinvolti sono troppo complessi per essere accuratamente eseguiti se non da elaboratori digitali. Tuttavia, i calcolatori digitali sono ora così economici e veloci che i sistemi a girometri possono ora essere ovunque usati e prodotti in massa. Il modulo lunare Apollo usava un sistema Strapdown nel suo allestimento di riserva.
I sistemi Strapdown sono oggigiorno comunemente impiegati nelle applicazioni commerciali e tattiche (velivoli, missili, etc.). Non sono tuttavia ancora utilizzati su vasta scala nelle applicazioni dove sia richiesta un'elevata accuratezza (come nella navigazione sottomarina o nei sistemi di guida strategici).

### Allineamento in movimento
L'orientamento di un sistema giroscopico può pure venire talvolta dedotto semplicemente dai dati memorizzati di posizione (per esempio GPS). Questo è, in particolare, il caso dei velivoli e degli automezzi, in cui il vettore velocità normalmente implica l'orientamento del corpo del veicolo.
Un esempio è un sistema di allineamento in movimento della Honeywell tramite GPS, per i sistemi di navigazione inerziale in configurazione Strapdown per l'aviazione civile.  In tale sistema è presente un processo di inizializzazione in cui l'inizializzazione si effettua mentre il velivolo è in movimento, sia al suolo sia in aria. Ciò viene attuato facendo ricorso al GPS e ad una prova di integrità dei dati memorizzati, così da consentire che siano soddisfatti i requisiti commerciali di integrità dei dati. Il processo è stato certificato dalla FAA idoneo a recuperare le pure prestazioni del sistema di navigazione inerziale, equivalenti alle procedure di allineamento in condizioni stazionarie, per tempi di volo di aeromobili civili fino a 18 ore. Viene evitata la necessità di avere a bordo delle batterie dedicate ai giroscopi.

### Giroscopio a vibrazione
I sistemi di navigazione meno dispendiosi, designati per l'impiego nelle automobili, possono usare dei giroscopi a struttura vibrante per rilevare le variazioni di orientamento, e il trasduttore dell'odometro per misurare il percorso compiuto nel tragitto del veicolo. Questo tipo di sistema è molto meno accurato dei sistemi di navigazione inerziale per finalità superiori, ma risulta adeguato per le applicazioni tipiche degli automezzi in cui il GPS è il sistema di navigazione primario, e la navigazione stimata è necessaria soltanto per riempire gli spazi nella copertura del GPS quando i fabbricati o i terreni bloccano i segnali satellitari.

### Giroscopio a risonatore emisferico (giroscopio a bicchiere balloon)
Se un'onda stazionaria viene indotta in una cavità risonante globulare, per esempio in un bicchiere a stelo corto per rum (ovvero in un Balloon) e poi il bicchiere viene inclinato, le onde stazionarie tendono a persistere nel medesimo piano di movimento, non si inclinano completamente con il contenitore. Questo artificio viene utilizzato per misurare gli angoli. In luogo di balloon per rum il sistema utilizza delle sfere cave di materiali piezoelettrici quali il quarzo ottenuti per lavorazione a macchina. Gli elettrodi di avviamento e percezione delle onde sono ottenuti per evaporazione nel quarzo.
Questo sistema non ha praticamente alcuna parte mobile, ed è molto accurato. Tuttavia è relativamente molto caro a causa del costo del lavoro di smerigliatura e levigatura delle sfere cave di quarzo.
Per quanto siano stati costruiti dei sistemi coronati da successo, e la cinematica dei sistemi HRG sembri capace di maggiore precisione, tali sistemi non riscossero molto successo.
Il sistema classico è il sistema DELCO 130Y a giroscopio risonante emisferico, sviluppato attorno al 1986.

### Sensori di velocità angolare a quarzo

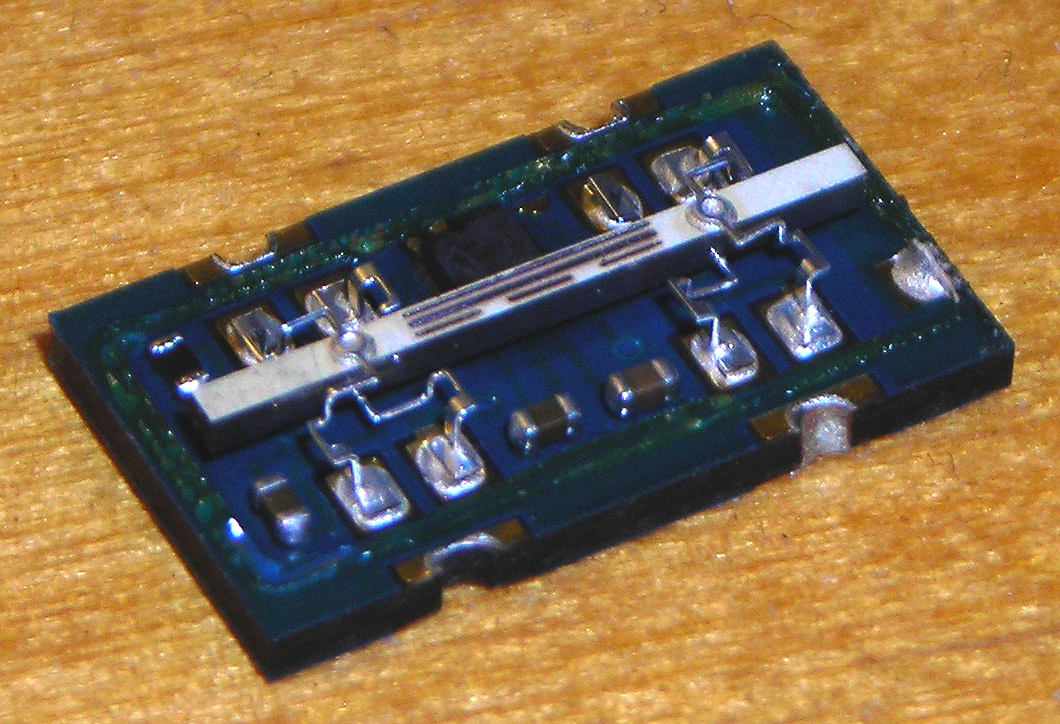
Un sensore al quarzo

Questo sistema è di solito integrato in un microcircuito di silicio. Ha due diapason di quarzo, accomodati "manico-a-manico" affinché le forze si cancellino. Degli elettrodi di alluminio evaporati nei diapason e nel microcircuito sottostante a un tempo sollecitano e rilevano il movimento. Il sistema risulta economico e di facile costruzione. Poiché il quarzo è stabile dimensionalmente, il sistema può essere accurato.
Allorché i diapason vengono ruotati attorno all'asse dei manici, la vibrazione dei rebbi tende a continuare nel medesimo piano del moto. Questo moto deve venire contrastato da forze elettrostatiche provenienti da elettrodi sotto i rebbi. Misurando la capacità tra i due rebbi di un diapason, il sistema può determinare la velocità dello spostamento angolare.
Il corrente stato dell'arte della tecnologia non militare può realizzare piccoli sensori allo stato solido che possono misurare i movimenti del corpo umano. Questi dispositivi non hanno parti in movimento, e pesano circa 50  g
Dispositivi allo stato solido che utilizzano i medesimi principi fisici vengono impiegati per stabilizzare le immagini prese con piccole videocamere. Questi possono essere estremamente piccoli (5 mm) e sono prodotti con tecnologie MEMS (MicroElectroMechanical Systems).

### Giroscopi a laser
I giroscopi a laser erano tenuti ad eliminare i cuscinetti nei giroscopi, e quindi il bastione ultimo delle lavorazioni a macchina di precisione e delle parti mobili.
Un giroscopio a laser divide un raggio di luce laser in due raggi in direzioni opposte attraverso stretti canali in un sentiero ottico chiuso attorno al perimetro triangolare di un blocco di vetro cervit stabile alla temperatura con specchi riflettenti collocati in ciascun angolo. Quando il giroscopio sta ruotando ad una certa velocità angolare, la distanza percorsa da ciascun raggio diventa differente, ed il tragitto più breve è quello opposto alla rotazione. Lo spostamento di fase tra i due raggi può venire misurata con un interferometro, ed è proporzionale alla velocità di rotazione (effetto Sagnac).
Praticamente, alle basse velocità di rotazione la frequenza d'uscita può ridursi a zero a seguito del risultato della retrodiffusione che fa sì che i raggi si sincronizzino e si blocchino insieme. Ciò è noto come "agganciamento, o blocco laser". Il risultato è che non c'è più variazione delle frange d'interferenza, e pertanto nessuna modificazione di misura.
Per sbloccare i raggi luminosi controrotanti, i giroscopi a laser o hanno percorsi della luce indipendenti per le due direzioni (normalmente nei giroscopi a fibra ottica), o il giroscopio a laser è montato su un motore vibrante piezoelettrico che fa vibrare l'anello del laser avanti e indietro rapidamente attorno all'asse d'entrata nella regione d'accoppiamento per disaccoppiare i raggi luminosi.
Il vibratore è il più preciso, poiché tutt'e due i raggi fanno uso del medesimo tragitto. I giroscopi a laser conservano così delle parti mobili, ma esse non si muovono molto.

### Accelerometri pendolari

Principio di funzionamento dell'accelerometro ad anello aperto. Un'accelerazione verso l'alto causa uno spostamento verso il basso della massa.

Un accelerometro ad anello aperto consiste di una massa attaccata a una molla. La massa è vincolata a muoversi solamente in linea con la molla. L'accelerazione fa deflettere la massa e viene misurato lo scarto di distanza. L'accelerazione è derivata dai valori dello scarto di 
distanza, della massa, e della costante della molla. Il sistema deve pure essere smorzato per evitare che entri in oscillazione.
Un accelerometro ad anello chiuso ottiene prestazioni migliori con l'impiego di un anello retroattivo per eliminare la deflessione, mantenendo così la massa praticamente stazionaria. Ogni qual volta la massa si deflette, l'anello controreattivo fa applicare da una bobina elettrica una forza negativa uguale sulla massa, annullando il moto. L'accelerazione è derivata dall'ammontare della forza negativa applicata. Poiché la massa si sposta appena, le esigenze di linearità della molla e di smorzamento del sistema sono grandemente ridotte. In aggiunta, questo accelerometro provvede a una larghezza di banda aumentata oltre la frequenza naturale dell'elemento sensore.
Entrambi i tipi di accelerometri sono stati prodotti con la medesima tecnica dei circuiti integrati su basi di silicio.

## Il sistema di navigazione inerziale negli aeromobili

Comparazione della precisione di un'unità di misura inerziale rispetto ad altri radioaiuti.

L'unità computerizzata che svolge questo ruolo a bordo degli aeromobili prende il nome di unità di misura inerziale. Fino all'avvento del GPS, i sistemi inerziali rappresentavano in passato l'unico metodo di navigazione aerea in assenza di radioaiuti e rimangono ancora oggi una componente essenziale dell'avionica. Infatti, mentre il GPS garantisce una precisione ottimale e non soggetta a deriva sulla posizione, il tempo di risposta estremamente breve dell'unità inerziale è necessario per fornire informazioni su velocità e accelerazione.
I sistemi di navigazione inerziale incorporano degli accelerometri lineari ed angolari (per misurare le variazioni di posizione); alcuni includono degli elementi giroscopici (per mantenere un riferimento assoluto angolare). Gli accelerometri angolari misurano la rotazione del velivolo nello spazio. Generalmente, c'è almeno un sensore per ciascuno dei tre assi: asse di beccheggio (alzare/abbassare la prua), asse di imbardata (prua a destra o a sinistra), ed asse di rollio (oscillazione intorno al proprio asse orizzontale). Gli accelerometri lineari misurano il modo in cui il velivolo si muove nello spazio. Poiché esso si può muovere lungo tre assi (su e giù, sinistra e destra, ed avanti e indietro) esiste un accelerometro lineare per ciascuno dei tre assi.
Un calcolatore real-time calcola con continuità la posizione attuale del velivolo. Prima, per ciascuno dei sei gradi di libertà (x, y, z e θx, θy e θz), integra nel tempo le accelerazioni percepite per dedurre la velocità attuale. Poi integra la velocità per dedurre la posizione attuale.
Un sistema di navigazione inerziale progettato per funzionare in prossimità della superficie terrestre deve incorporare il Pendolo di Schuler, affinché la sua piattaforma continui a puntare verso il centro della terra mentre il velivolo si sposta da luogo a luogo.